# Niccolò Macii
Niccolò Macii (* 18. Oktober 1995 in Mailand) ist ein italienischer Eiskunstläufer. Im Paarlauf wurde er zusammen mit Sara Conti Europameister von 2023.

## Karriere

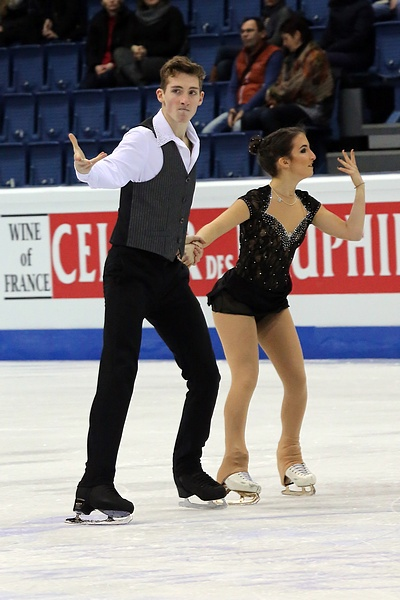
Niccolò Macii und Bianca Manacorda

Macii lief zu Beginn seiner Karriere mit Bianca Manacorda. Das Paar nahm an den Eiskunstlauf-Juniorenweltmeisterschaften 2012 (Platz 18), 2015 (Platz 12) und 2016 (Platz 8) teil. Bei den Erwachsenen gewannen sie die Silbermedaille bei der Lombardia Trophy 2014. Das Paar nahm außerdem an den Europameisterschaften 2016 teil, wo sie Zwölfte wurden.
Seit der Saison 2019/20 läuft Macii zusammen mit Sara Conti. In den Jahren 2020 bis 2022 gewann das Paar Bronzemedaillen bei den italienischen Meisterschaften. Ihr Debüt in der ISU-Grand-Prix-Serie hatten sie beim Gran Premio D'Italia 2021, wo sie Siebte wurden. Die Qualifikation für die Olympischen Winterspiele 2022 verfehlten sie knapp hinter Nicole Della Monica/Matteo Guarise und Rebecca Ghilardi/Filippo Ambrosini, die für Italien im Paarlauf bei den Spielen antraten.
In der Saison 2022/23 qualifizierten sich Macii und Conti durch eine Silbermedaille bei der MK John Wilson Trophy und eine Bronzemedaille bei Skate Canada für das Grand-Prix-Finale in Turin. Mit Bronze gewannen sie dort die erste italienische Medaille im Paarlauf bei einem Grand-Prix-Finale. Bei den italienischen Meisterschaften 2023 gewannen sie ihren ersten nationalen Titel.
In der Grand-Prix-Serie 2023/24 wurde das Paar in beiden Wettbewerben Zweite, womit es sich für das Finale qualifizierte und dort ebenfalls die Silbermedaille gewann. Von den italienischen Meisterschaften musste das Paar seine Teilnahme zurückziehen.  Sie wurden trotzdem für die Europameisterschaft 2024 aufgestellt und belegten dort den 6. Platz.

## Persönliches
Niccolò Macii ist mit seiner Partnerin im Paarlauf, Sara Conti, verheiratet. Ihre sportlichen Vorbilder sind Tatjana Wolossoschar und Maxim Trankow.

## Ergebnisse
Zusammen mit Sara Conti im Paarlauf:
| Meisterschaft / Jahr                                                    | 2020    | 2021    | 2022    | 2023    | 2024    | 2025    |
| ----------------------------------------------------------------------- | ------- | ------- | ------- | ------- | ------- | ------- |
| Weltmeisterschaften                                                     |         |         |         | 3.      |         | 3.      |
| Europameisterschaften                                                   |         |         | 7.      | 1.      | 6.      | 2.      |
| Italienische Meisterschaften                                            | 3.      | 3.      | 3.      | 1.      | Z       | 1.      |
| Wettbewerb / Saison                                                     | 2019/20 | 2020/21 | 2021/22 | 2022/23 | 2023/24 | 2024/25 |
| GP Finale                                                               |         |         |         | 3.      | 2.      | 4.      |
| GP Cup of China                                                         |         |         |         |         |         | 1.      |
| GP Gran Premio D'Italia                                                 |         |         | 7.      |         |         |         |
| GP MK John Wilson Trophy                                                |         |         |         | 2.      |         |         |
| GP Skate Canada                                                         |         |         |         | 3.      |         |         |
| GP de France                                                            |         |         |         |         | 2.      | 2.      |
| GP Finnland                                                             |         |         |         |         | 2.      |         |
| CS Golden Spin of Zagreb                                                | 13.     |         |         |         |         |         |
| CS Nebelhorn Trophy                                                     |         |         | 10.     | 4.      |         |         |
| CS Warsaw Cup                                                           | 15.     |         | 7.      |         |         |         |
| GP = Grand Prix, CS = ISU-Challenger-Serie; Z = Teilnahme zurückgezogen |         |         |         |         |         |         |